# Anoplistes chodjaii
Anoplistes chodjaii là một loài bọ cánh cứng trong họ Cerambycidae.